# Stéphane Peyron
Stéphane Peyron (La Baule-Escoublac, 1 de dezembro de 1960) é um velejador francês. É o irmão mais novo de outros dois velejadores: Bruno Peyron e Loïck Peyron.
Stéphane é produtor/animador de uma série documental televisiva relacionada com a natureza , e enquanto velejador atravessou o Atlântico Norte em prancha à vela.  
Os três irmãos foram laureados em 1987 com o Prémio Henri Deutsch de la Meurthe da Academia dos Desportos (francesa) .